# Chiesa della Madonna delle Grazie (Matera)
La chiesa della Madonna delle Grazie è una chiesa rupestre di Matera.

## Descrizione
La chiesa della Madonna delle Grazie è collocata nella via del Sasso Caveoso a Matera, in una zona abbandonata e soggetta a crolli.
La chiesa, ancora aperta al pubblico, era anticamente intitolata a Sant'Eustachio, come si evince dalla visita pastorale di mons. Saraceno nel 1543-1544.
L'ingresso è costituito da un campanile a vela. Esso comprende un bassorilievo in terracotta rappresentante la Madonna col Bambino.
L'interno della chiesa rupestre presenta solo dei rimaneggiamenti. Tra questi vi è un imponente altare barocco posto presso l'originaria iconostasi.
Alle spalle dell'altare troviamo una parete in roccia con diverse aperture le quali immettono sulla sacrestia; un tempo lì vi era il presbiterio.
Nel soffitto vi sono due cupolette scolpite e delle visibili arcate absidali.
Sulla parete destra vi è una Crocifissione, ormai rovinata, sotto la quale vi è un affresco sbiadito.
La figura del Cristo è accompagnata da due angeli e ai piedi di esso vi sono: la Madre e Giovanni.
Su un'altra parete è rappresentato S. Francesco d'Assisi che riceve le stimmate.
Nella zona di soffitto dietro l'altare sono raffigurati dei riquadri a cassettone con motivi ornamentali.
La parete corrispondente, invece, mostra un dipinto di Santa Lucia.